# جون بيمبرتون (لاعب كرة قدم)
جون بيمبرتون (بالإنجليزية: John Pemberton)‏ هو لاعب كرة قدم ومدرب كرة قدم بريطاني، ولد في 18 نوفمبر 1964 في أولدم في المملكة المتحدة. لعب مع شيفيلد يونايتد وكريستال بالاس وليدز يونايتد ومانشستر يونايتد ونادي روتشديل ونادي كرو ألكساندرا.

## وصلات خارجية
- جون بيمبرتون على موقع قاعدة بيانات كرة القدم.إي يو (الإنجليزية)
- جون بيمبرتون على موقع Soccerbase.com (لاعب) (الإنجليزية)
- جون بيمبرتون على موقع عالم كرة القدم.نت (الإنجليزية)